# Ла Хабра Хајтс (Калифорнија)
Ла Хабра Хајтс (енгл. La Habra Heights) град је у америчкој савезној држави Калифорнија. По попису становништва из 2010. у њему је живело 5.325 становника.

## Демографија
Према попису становништва из 2010. у граду је живело 5.325 становника, што је 387 (6,8%) становника мање него 2000. године.
| Група             | 2000.         | 2010.         |
| Белци             | 3.635 (63,6%) | 3.046 (57,2%) |
| Афроамериканци    | 69 (1,2%)     | 47 (0,9%)     |
| Азијати           | 1.051 (18,4%) | 841 (15,8%)   |
| Хиспаноамериканци | 779 (13,6%)   | 1.254 (23,5%) |
| Укупно            | 5.712         | 5.325         |